# Operationsbasis Bischofswerda
Die Operationsbasis Bischofswerda war ein Raketenstützpunkt nordöstlich von Bischofswerda in Sachsen.
Als Antwort auf die Ende 1983 beginnende Zuführung neuer US-amerikanischer Mittelstreckenraketen auf dem Gebiet Westeuropas erfolgte durch die Sowjetarmee die Stationierung operativ-taktischer Raketenkomplexe größerer Reichweite in der DDR und der ČSSR. Einer der insgesamt drei Stationierungsorte war dabei die Oberlausitz. Für knapp vier Jahre waren ab dem Frühjahr 1984 die 119. Raketenbrigade und die 2454. Bewegliche Raketentechnische Basis in Königsbrück und Bischofswerda stationiert. 
Ausgestattet mit dem nuklearen Raketenkomplex vom Typ OTR-22, von der NATO SS-12 genannt, sollten sie durch ihre Anwesenheit helfen, das Kräftegleichgewicht zwischen NATO und Warschauer Pakt zu wahren.

## Operationsbasis Bischofswerda Nadoi-1
Die Operationsbasis Bischofswerda mit dem Rufnamen Nadoi-1 befand sich im Taucherwald nahe Uhyst am Taucher im Landkreis Bautzen. Ab 1984 waren hier Raketen vom Typ SS-12 der Gruppe der Sowjetischen Streitkräfte in Deutschland stationiert. Im Einzelnen handelte es sich um acht Trägerraketen, sechs Starteinrichtungen und vier Übungsraketen. Die Raketen wurden 1988 abgezogen und in den Kaukasus (Gombori/Georgien) verlegt.

## Konflikt zwischen NATO und UdSSR

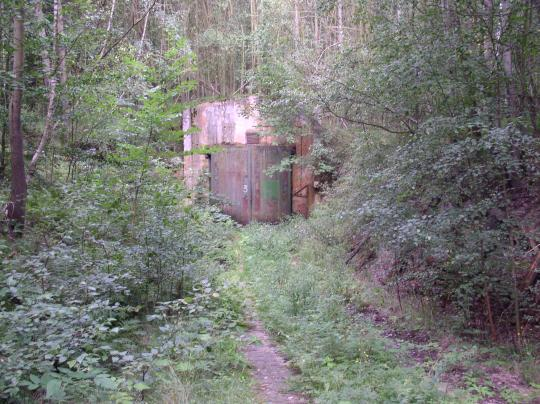
Oberirdischer Bunker des Typs "Granit" - für Lagerung der Temp-Trägerraketen. Die Einsatzzone der 1. Division PPD (Bischofswerda). Taucherwald: Uhyst - Taschendorf - Stacha. August 2007

Im Jahre 1976 stellte die Sowjetunion ballistische RSD-10-Mittelstreckenraketen in Europa auf, wodurch das etablierte Gleichgewicht gestört wurde. Als Reaktion darauf beschloss die NATO 1979, bodengestützte mobile Pershing-2-Raketen und Tomahawk-Marschflugkörper in Europa aufzustellen. Der NATO-Block war bereit, diese Raketen teilweise oder vollständig zu beseitigen, vorausgesetzt, die Sowjetunion würde dasselbe mit ihrer RSD-10 tun. Als Reaktion darauf würde die Sowjetunion ihre nukleare Präsenz in Osteuropa mit den OTR-22-Raketensystemen stärken. In der DDR wurden an vier Stellen mit OTP-22-Raketen bewaffnete Raketenbasen gebaut: Bischofswerda, Königsbrück, Waren und Wokuhl.

## Militärisches Sperrgebiet Taucherwald
1981 wurde der Wald zwischen den Dörfern Uhyst am Taucher und Stacha zur geschlossenen Militärzone erklärt und der Bau einer Raketenbasis begonnen, der drei Jahre dauerte. Im April 1984 traf von der ZakVO (Georgien, vom Dorf Gombori) die 1. selbständige Raketenabteilung (Nr. 68257) der 119. Raketenbrigade ein, die 2. und 3. Abteilung waren in Königsbrück stationiert.

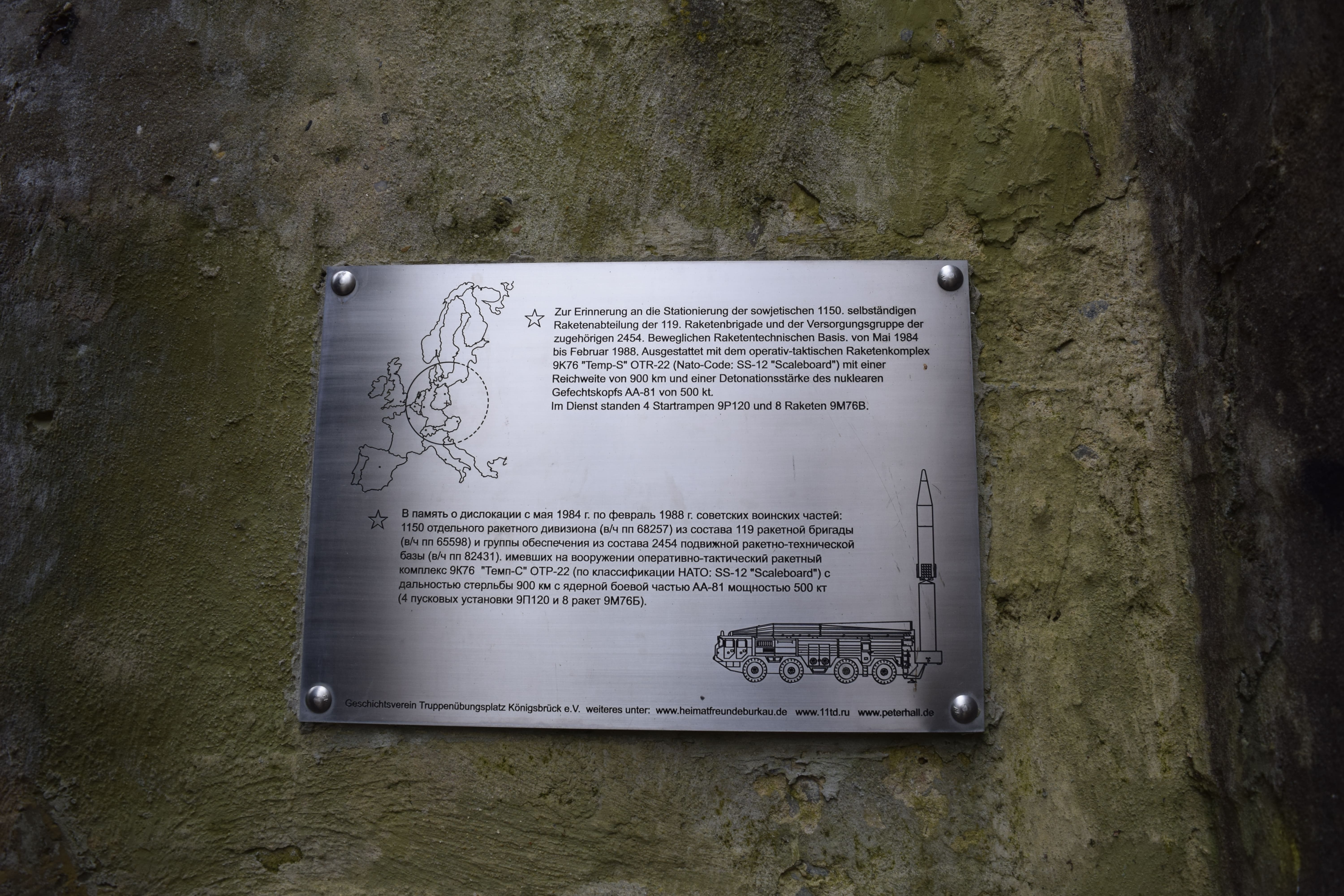
Gedenktafel der 119. Raketenbrigade Bischofswerda an Bunker 6.

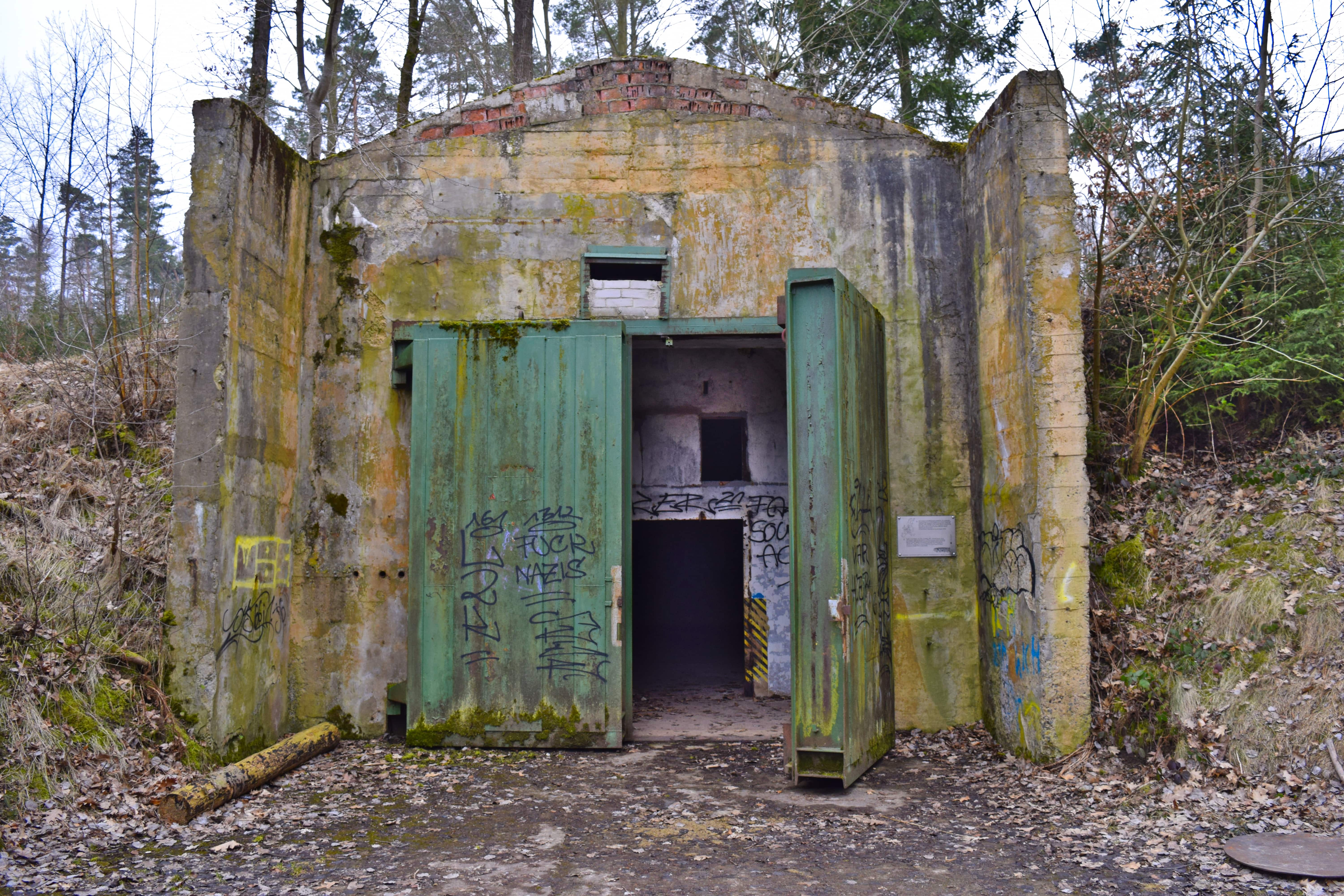
Eingang des Bunker 6

Im Einsatz waren die OTP-22 Temp-S-Raketensysteme (NATO-Klassifikation SS-12 / SS-22 Scaleboard). Als Zugmaschine für den Launcher wurde der Traktor MAZ-543 verwendet. Gleichzeitig wurde die Rakete in einem speziellen Behälter versteckt, der sich nach der Aufrichtung der Rakete vor dem Start entlang der Längsachse öffnet.
Vier Raketenwerfer und acht Raketen mit Atomsprengköpfen mit einer Kapazität von 500 Kilotonnen (35-mal stärker als die auf Hiroshima abgeworfene Bombe) wurden an der Raketenbasis in der Nähe von Bischofswerda platziert. Die Raketenreichweite betrug 900 km. Der Bau der Basis wurde in strenger Geheimhaltung durchgeführt, selbst die Mitarbeiter der Stasi (Ministerium für Staatssicherheit der DDR) wussten zunächst nicht, was in den Wald bei Bischofswerda gebracht wurde, und widmeten sich nach und nach diesem Geheimnis. Die Bevölkerung der umliegenden Dörfer wusste jedoch bereits 1985 über Atomraketen im Wald Bescheid, da alle zwei Wochen nachts ein Transportkonvoi mit einer Rakete von Bischofswerda in den Wald fuhr und es den Bewohnern der an den Wald angrenzenden Dörfer verboten war, sich den Fenstern zur Straße zu nähern, auf denen die Raketen transportiert wurden.

## INF-Abkommen von 1987

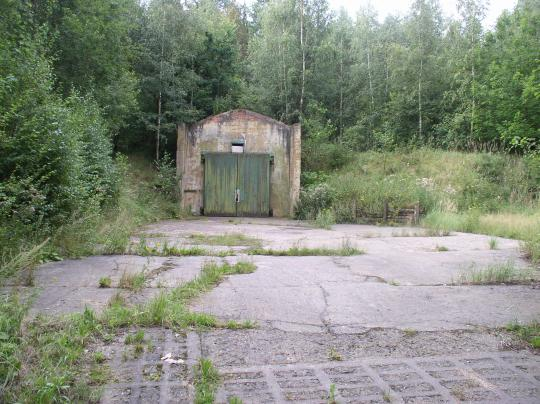
Sondermunitionslager "Nasosnaya" mit Startplatz - Lagerung von Produkten der PRTB-Batterie, die an die 1. Division angeschlossen sind. Taucherwald.

Im Dezember 1987 unterzeichneten die UdSSR und die Vereinigten Staaten den Vertrag über die Beseitigung von Mittelstrecken- und Kurzstreckenraketen (INF), wonach alle Mittelstreckenraketen (von 1000 bis 5500 km) und Raketen mit kürzerer Reichweite (von 500 bis 1000 km) beseitigt werden sollten. Gemäß den Vereinbarungen wurden auch alle OTR-22 Temp-S-Komplexe zerstört.
Am 25. Februar 1988 fand in Bischofswerda eine Zeremonie zum Abzug der 119. Raketenbrigade statt (Begleitung eines Zuges mit Raketensystemen zu ihrer Liquidationsbasis in Stankovo, Weißrussland). Im März desselben Jahres verließen die letzten Einheiten die Garnison. Die 119. Raketenbrigade wurde nach ZakVO (Georgien, S. Gombori) versetzt.
Nach der Entfernung der Raketensysteme verblieb das sowjetische Militär mehrere Jahre auf dem Territorium der Raketenbasis und verließ es erst am 14. Juni 1992 endgültig. Im Jahr 1996 begannen die Waldrestaurierungsarbeiten auf dem Gebiet der Basis - der Umfang und die Brennpunkte wurden abgebaut, Gräben wurden aufgefüllt und im Jahr 2002 wurden das Kasernengebäude und mehrere andere Gebäude abgerissen.

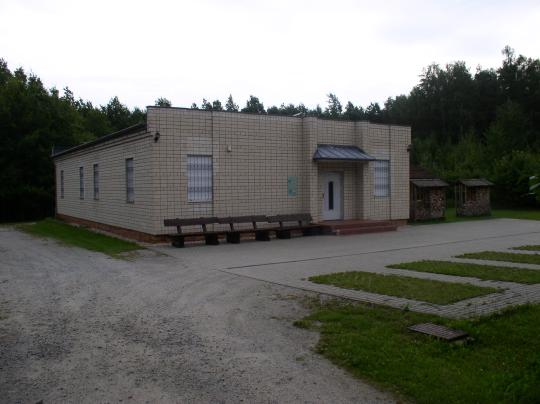
Letztes erhaltenes oberirdisches Gebäude des Taucherwalds, das ehemalige Offizierskasino (Taucherhütte) wird heute als Vereinsraum genutzt.